# Davi Passamani
Davi Passamani é um compositor, cantor, músico e pastor brasileiro. Fez parte da banda gospel Ministério Ipiranga e fundou a Igreja Casa, em Goiânia, onde residia. Também criou a banda Casa Worship, cujo álbum "Novo Tempo", foi indicado para o Grammy Latino de "Melhor Álbum de Música Cristã" em 2023. É casado e pai de três filhos.

## Biografia
Nascido no Espírito Santo, Passamani residiu algum tempo em Ipatinga, Minas Gerais. Fez parte do grupo Ministério Ipiranga por mais de dez anos, tendo se desligado do mesmo em 2010. Em 2013, lançou seu primeiro álbum solo (Deus Vai Te Levantar). Após mudar-se para Goiânia, fundou em 2017 a Igreja Casa e posteriormente, a banda Casa Worship.

### Controvérsias
Passamani foi acusado de importunação sexual pela primeira vez em 2020. O caso foi arquivado e a defesa da vítima entrou com uma ação buscando reparação por danos morais. No julgamento da ação pelo Tribunal de Justiça de Goiás, ocorrido em 19 de março de 2024, os desembargadores Silvânio Alvarenga e Jeová Sardinha, desacreditaram a denúncia da mulher, questionando o seu comportamento e alegando que a iniciativa não passaria de um "modismo". Com a repercussão negativa dos comentários, o desembargador Silvânio mudou seu voto e declarou-se favorável a que Passamani pagasse uma indenização de R$ 50 mil, destinada a instituições de acolhimento a mulheres vítimas de violência.
Passamani e a esposa, a também pastora Giovanna de Almeida Lovaglio, separaram-se em novembro de 2023, após dez anos de casamento. Em março de 2024, ela obteve da justiça uma medida protetiva contra o ex-marido, proibindo-o de aproximar-se dela. Passamani não teria aceitado conceder o divórcio, e estaria perseguindo a ex-mulher.
Em 4 de abril de 2024, Passamani foi preso pela Polícia Civil de Goiás, por apresentar "grave risco à ordem pública". Descobriu-se que depois de renunciar à presidência da Igreja Casa em dezembro de 2023, por conta de mais uma denúncia de assédio efetuada por uma fiel, ele havia aberto uma nova igreja.

## Discografia
- "Deus Vai Te Levantar"- 2013[6]
- "Toca no Meu Íntimo (Ao Vivo)" - 2016[6]
- "Improvável" - 2018
- "Improvável (Ao Vivo)" - 2018